# نزار الطبقجلي
الدكتور نزار الطبقجلي هو محام قومي التوجه، ولد في بغداد سنة 1939.
في حدود سنة 1967-1968، شغل منصب المدير العام للإذاعة والتلفزيون.
شغل منصب وزير دولة للفترة 15 أيار 1972 إلى 11 تشرين الثاني 1974، كما شغل منصب وزير النقل بالوكالة في 1 تموز 1972، حتى تعيين نهاد فخري الخفاف في نيسان 1973.
في 24 تشرين الثاني 2003، كان ضمن 65 شخصا وقعوا على «بيان الشخصيات الوطنية العراقية الرافض للاحتلال».
وفي تموز 2004، طلب برزان إبراهيم الحسن أن يكون محاميه نزار الطبقجلي.

## كتاباته
- «تسوية النزاعات عن طريق التحكيم»، وهو بحث منشور في مجلة القضاء لعام 1989.